# دورة لينوار

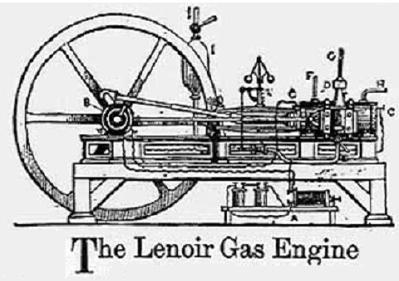
محرك لينوار الغازي عام 1860

دورة لينوار هي دورة تحريك حراري مثالية عادة ما تستخدم لتمثيل وتجسيد أو وصف المحرك النفاث النبضي.
وهو دورة قائمة علي فكرة محرك تم اختراعه بواسطة ايتيان لينوار ويُعتقد أن هذا المحرك هو أول محرك احتراق داخلي اقتصادي في استهلاك الوقود وبعدم وجود أي أجراء انضغاط داخل الدورة في تصميم المحرك أدي إلي وجود كفاءة حرارية منخفضة نسبيًا بالمقارنة بالمحركات المعروفة آنذاك مثل محرك أوتو ومحرك ديزل

## الدورة
في دورة لينوار يحدث للغاز المثالي عدة اجراءات:
1-2: اجراء إضافة حرارة بثبات الحجم.
2-3: إجراء تمدد بثبات العشوائية.
3-1: إجراء طرد حرارة بثبوت الضغط.
يحدث إجراء التمدد بثبات العشوائية وبالتالي لا يكون هناك أي تفاعل حراري.
يتم إضافة طاقة في صورة حرارة خلال إجراء ثبات الحجم وطرد طاقة أخرى في صورة شغل خلال إجراء التمدد بثبات العشوائية.
هناك طاقة يتم فقدانها خلال عملية التبريد والتي تستهلك بعض الشغل.

### إجراء إضافة حرارة بثبات الحجم (1-2)
في النسخة الأولية من دورة لينوار التقليدية أو الإعتيادية يحتوي الإجراء الأول علي إضافة حرارة بطريقة بثبات الحجم وهذا يتم من خلال القانون الأول من قوانين الديناميكا الحرارية:
{\displaystyle {}_{1}Q_{2}=mc_{v}\left({T_{2}-T_{1}}\right)}
ولا يكون هناك شغل خلال هذا الإجراء بسبب كون الحجم يظل ثابتًا خلال هذا الإجراء حيث:
{\displaystyle {}_{1}W_{2}=\int \limits _{1}^{2}{pdV}=0}
ومن خلال تعريف الحرارة النوعية بثبوت الحجم للغاز المثالي فإن:
{\displaystyle c_{v}={\frac {R}{\gamma -1}}}
حيث أن R هو ثابت الغازات العام و γهي نسبة الحرارة النوعية ( تقريبًا تساوي 287 (J/(kg·K و 1.4 للهواء).
ويمكن حساب الضغط بعد إضاف الحررة من خلال القانون العام للغازات:
{\displaystyle p_{2}V_{2}=RT_{2}}

### إجراء تمدد بثباتالعشوائية(2-3)
المرحلة الثانية تحتوي علي إجراء تمدد إنعكاسي للمائع حيث يعود إلي ضغطه الطبيعي الأصلي ويمكن تحديده من خلال القانون الثاني من قوانين الديناميكا الحرارية كالآتي:
{\displaystyle {\frac {T_{2}}{T_{3}}}=\left({\frac {p_{2}}{p_{3}}}\right)^{\textstyle {{\gamma -1} \over \gamma }}=\left({\frac {V_{3}}{V_{2}}}\right)^{\gamma -1}}
حيث {\displaystyle p_{3}=p_{1}} لهذه الدورة خصيصًا.
والقانون الأول من قوانين الديناميكا الحرارية ينتج عنه في إجراء التمدد:
{\displaystyle {}_{2}W_{3}=\int \limits _{2}^{3}{pdV}}
لأن الإجراء الأديباتي يكون له {\displaystyle {}_{2}Q_{3}=0}

### إجراء طرد حرارةبثبوت الضغط(3-1)
تحتوي المرحلة الأخيرة من الدورة أو الإجراء الأخير علي إجراء طرد حرارة بثبوت الضغط وتعود الحرارة لحالتها الأصلية، ومن خلال القانون الأول من قوانين الديناميكا الحرارية نجد أن:
{\displaystyle {}_{3}Q_{1}-_{3}W_{1}=U_{1}-U_{3}}.
ومن تعريف الشغل:
{\displaystyle {}_{3}W_{1}=\int \limits _{3}^{1}{pdV}=p_{1}\left({V_{1}-V_{3}}\right)}
فإننا نستعيد مقدار من الطاقة من هذا الإجراء قدرها كالآتي:
{\displaystyle {}_{3}Q_{1}=\left({U_{1}+p_{1}V_{1}}\right)-\left({U_{3}+p_{3}V_{3}}\right)=H_{1}-H_{3}}.
وبالتالي; فإنه يمكننا تحديد مقدار الطاقة المطرودة كالآتي:
{\displaystyle {}_{3}Q_{1}=mc_{p}\left({T_{1}-T_{3}}\right)}
ومن خلال تعريف الحرارة النوعية بثبوت الضغط للغاز المثالي:
{\displaystyle c_{p}={\frac {\gamma R}{\gamma -1}}}.
ويمكننا تحديد الكفاءة الكلية للدورة من خلال الشغل الكلي بالنسبة للطاقة الممتصة لداخل الدورة والتي تساوي لدورة لينوار :
{\displaystyle \eta _{th}={\frac {{}_{2}W_{3}+{}_{3}W_{1}}{{}_{1}Q_{2}}}}.
ويجب ملاحظة أننا نحصل علي شغل خلال إجراء التمدد لكننا نفقد بعضًا منه خلال إجراء طرد الحرارة.

## الرسوم البيانية للدورة
|  |  |